# 姚覲元
姚覲元（1823年—1890年），字裕萬，號彥侍、彥士、子京，晚號復丁老人，浙江歸安縣人，道光二十三年（1843年）癸卯科舉人。歷官戶部郎中，四川川東道（分廵川東驛傳兵備道兼管重夔綏三府忠酉二州），光緒四年七月三日（1878年8月1日）任湖北按察使，光緒五年十二月廿八日（1880年2月8日）調廣東布政使。光緒八年十一月廿日（1882年12月29日），因戶部司員案牽連被革職，晚年定居蘇州蕭家巷，潛心藏書刻書。